# Acer lichuanense
Acer lichuanense là một loài thực vật có hoa trong họ Bồ hòn. Loài này được C.D.Chu & G.G.Tang mô tả khoa học đầu tiên năm 1984.